# Aktíniák
Az aktíniák (Actiniidae) a virágállatok (Anthozoa) osztályába és a tengerirózsák (Actiniaria) rendjébe tartozó család.
A WoRMS adatai szerint 328 elfogadott faj tartozik ebbe a korallcsaládba.

## Tudnivalók
Az aktíniáké a tengeri rózsák legnagyobb családja. Ide tartozik a legtöbb mérsékelt övi partvidéki tengeri rózsa faj. A család legtöbb tagja nem áll szimbiózisban halakkal. A kivétel a hólyagos anemóna (Entacmaea quadricolor).
Az aktíniák rendszerezése gyakran nehézségekbe ütközik. A besorolás élő állatok esetén könnyű, mert színezésük és formáik eltérőek. Ezzel szemben a preparált aktiniák elvesztik színüket és egyes ismertetőiket. A rendszerezésben fontos szerepe van a tapogatókarok számának és elhelyezkedésének.

## Rendszerezésük
A családba az alábbi 57 nem tartozik:
- Actinia Linnaeus, 1767 - 62 faj; típusnem
- Actinioides Haddon & Shackleton, 1893 - 1 faj; bár nomen dubium
- Actinopsis - 1 fajj; talán nem ebbe a családba tartozik
- Actinostella - 10 fajj; talán nem ebbe a családba tartozik
- Anemonia Risso, 1826 - 21 faj
- Antheopsis Simon, 1892 - 2 faj
- Anthopleura Duchassaing de Fonbressin & Michelotti, 1860 - 45 faj
- Anthostella Carlgren, 1938 - 2 faj
- Asteractis Verrill, 1869 - 1 faj; bár nomen dubium
- Aulactinia Agassiz in Verrill, 1864 - 8 faj
- Bolocera Gosse, 1860 - 9 faj
- Boloceropsis McMurrich, 1904 - 1 faj
- Bunodactis Verrill, 1899 - 19 faj
- Bunodosoma Verrill, 1899 - 13 faj
- Cladactella Verrill, 1928 - 2 faj
- Condylactis Duchassaing de Fombressin & Michelotti, 1864 - 4 faj
- Cribrina Hemprich & Ehrenberg in Ehrenberg, 1834 - 2 faj
- Cribrinopsis Carlgren, 1921 - 7 faj
- Dofleinia Wassilieff, 1908 - 1 faj
- Entacmaea Ehrenberg, 1834 - 2 faj
- Epiactis Verrill, 1869 - 19 faj
- Glyphoperidium Roule, 1909 - 1 faj
- Gyractis Boveri, 1893 - 2 faj
- Gyrostoma Kwietniewski, 1897 - 11 faj
- Isactinia Carlgren, 1900 - 3 faj
- Isanemonia Carlgren, 1950 - 1 faj
- Isantheopsis Carlgren, 1942 - 1 faj
- Isoaulactinia Belém, Herrera Moreno & Schlenz, 1996 - 2 faj
- Isosicyonis Carlgren, 1927 - 2 faj
- Isotealia Carlgren, 1899 - 2 faj
- Korsaranthus Riemann-Zürneck & Griffiths, 1999 - 1 faj
- Leipsiceras Stephenson, 1918 - 2 faj
- Macrodactyla Haddon, 1898 - 2 faj
- Mesactinia England, 1987 - 1 faj
- Myonanthus McMurrich, 1893 - 2 faj
- Neocondylactis England, 1987 - 1 faj
- Neoparacondylactis Zamponi, 1974 - 1 faj
- Onubactis López-González, den Hartog & García-Gómez, 1995 - 1 faj
- Oulactis Milne Edwards & Haime, 1851 - 7 faj
- Parabunodactis Carlgren, 1928 - 2 faj
- Paracondylactis Carlgren, 1934 - 2 faj
- Paranemonia Carlgren, 1900 - 2 faj
- Parantheopsis McMurrich, 1904 - 4 faj
- Paratealia Mathew & Kurian, 1979 - 1 faj
- Phialoba Carlgren, 1951 - 1 faj
- Phlyctenactis Stuckey, 1909 - 2 faj
- Phlyctenanthus Carlgren, 1950 - 2 faj
- Phyllactis Milne Edwards & Haime, 1851 - 4 faj
- Phymactis Milne Edwards, 1857 - 6 faj
- Phymanthea - 1 faj; talán nem ebbe a családba tartozik, vagy azonos egy Actinia-fajjal
- Pseudactinia Carlgren, 1928 - 4 faj
- Spheractis England, 1992 - 1 faj
- Stylobates Dall, 1903 - 4 faj
- Synantheopsis England, 1992 - 2 faj
- Tealianthus Carlgren, 1927 - 1 faj
- Urticina Ehrenberg, 1834 - 12 faj
- Urticinopsis Carlgren, 1927 2 faj